# Pranýř v Novém Městě nad Metují
Pranýř v Novém Městě nad Metují je kamenný pranýř, který se nalézá u kamenné zdi v ulici Na Zádomí v Novém Městě nad Metují v okrese Náchod. Pranýř stával původně na náměstí.

## Popis
Pranýř v Novém Městě nad Metují má tvar válcovitého kamenného sloupu opatřeného řetězy s okovy na ruce provinilce. U pranýře si odpykávali trest lidé, kteří se dopustili nějakého menšího přečinu až do vlády Josefa II., kdy byl tento druh trestu zrušen.

## Galerie

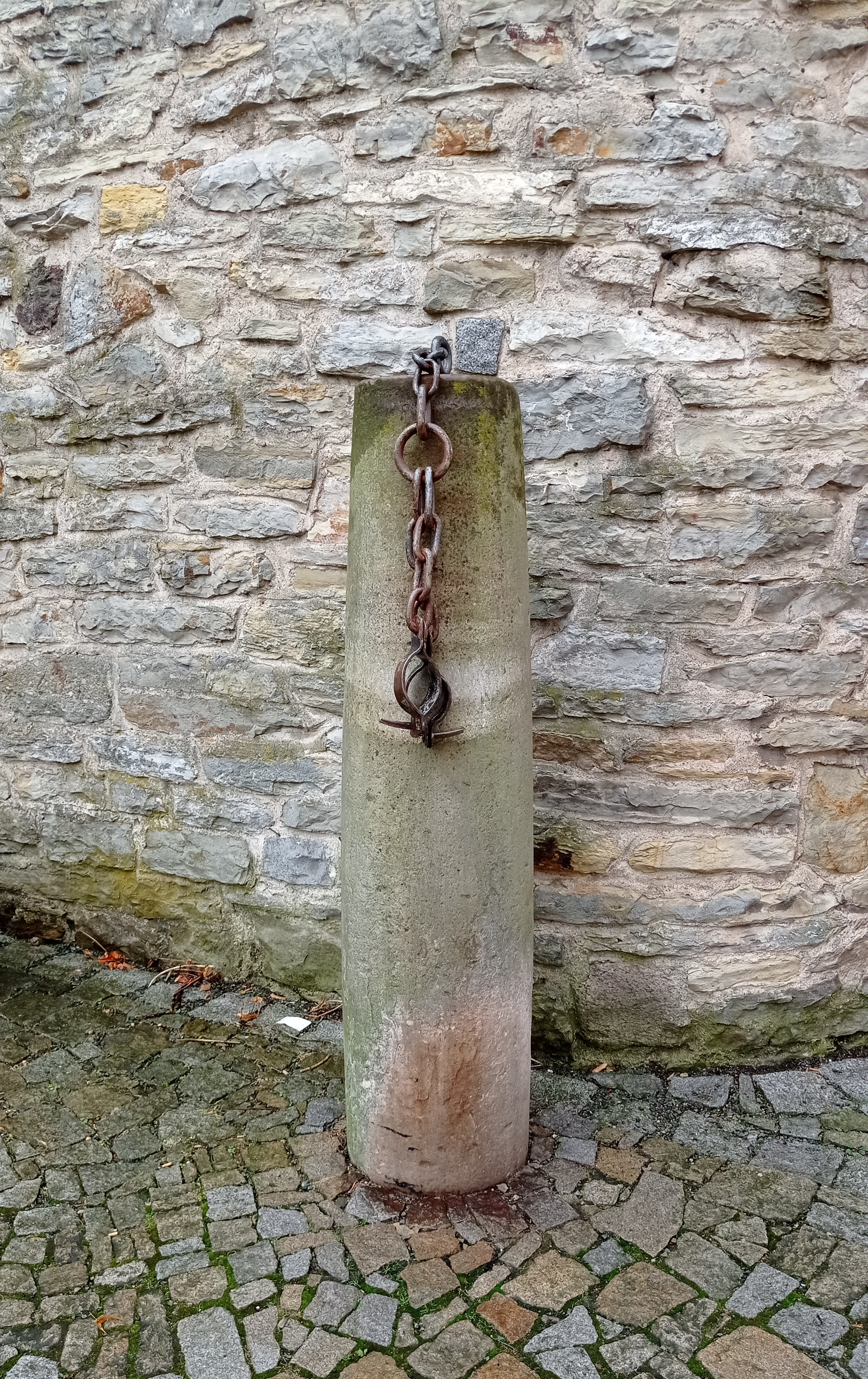
Pranýř v Novém Městě nad Metují